# Plan Maggie
Plan Maggie (ang. Maggie's Plan) – amerykańska komedia romantyczna z 2015. 

## Opis fabuły
Trzydziestoletnia pracownica uczelni Maggie Hardin (Greta Gerwig) postanawia urodzić dziecko bez udziału mężczyzny. Spośród przyjaciół wytypowała dawcę nasienia. Prawie jednocześnie ze sztucznym zapłodnieniem nawiązuje romans z żonatym naukowcem, który po rozwodzie zostaje jej mężem. Po trzech latach Maggie wciąż ma wrażenie, że Johna więcej łączy z pierwszą żoną. Postanawia doprowadzić do ich ponownego „zejścia się”. Nie wszystko da się jednak przewidzieć.

## Obsada
- Greta Gerwig jako Maggie
- Ethan Hawke jako John
- Julianne Moore jako Georgette
- Bill Hader jako Tony
- Maya Rudolph jako Felicia
- Travis Fimmel jako Guy
- Mina Sundwall jako Justine
- Wallace Shawn jako Kliegler